# Renate & Werner Leismann
Renate & Werner Leismann waren een Duits duo, bestaande uit broer Werner Leismann en zus Renate Leismann.

## Carrière
Het duo bestond uit Renate (Schmallenberg, 16 april 1942 – Schmallenberg-Holthausen, 3 februari 2016) en Werner (Schmallenberg, 31 december 1936 – Schmallenberg, 21 april 2015). Ze groeiden op in hun geboorteplaats in het Sauerland en beiden waren modeontwerper van beroep.
Eind jaren 1950 werden ze geïnviteerd door Peter Frankenfeld in zijn show Toi, toi, toi. Hun eerste single was het nummer Gaucho Mexicano ( 1962), waarna meerdere hits volgden. Op de lijst van de jaarlijkse hitparade 1963 kwam dit nummer op de 5e plaats, in de jaarlijkse Bravo-hitlijst op de 7e plaats. Het duo behoorde tot de vaste gasten van talrijke tv- en radio-uitzendingen en kreeg meerdere onderscheidingen (gouden platen). Het duo nam deel aan de Deutsche Schlager-Festspiele 1965 in Baden-Baden met het nummer Das Leben is wunderbar, maar scoorde slechts een 9e plaats en met Mir geht's genauso wie dir slechts een 11e plaats. Van 1968 tot 1970 nomineerde een jury uit talrijke ingezonden titels het duo voor het Deutsche Schlager-Wettbewerb 1968, 1969 en 1970. Met de titel Komm an meine grüne Seite scoorden ze in 1969 slechts een 7e plaats, in 1968 en 1970 konden ze zich zelfs niet voor de finale kwalificeren.
In 1973 gingen ze in zee met producent Jack White, met wie ze het laatste succesnummer Ein Schlafsack und eine Gitarre uitbrachten. In hetzelfde jaar waren ze te bewonderen in de film Unsere Tante ist das Letzte. Het lied werd intussen opgenomen door meerdere artiesten en telt in Duitsland tot de evergreens. Tot in de jaren 1980 traden beiden op in meerdere tv-programma's, waarna het rustiger werd rondom het paar wegens gezondheidsproblemen. In 2010 maakten ze hun comeback met het nummer Das Rothaarsteiglied, een selectie uit het gelijknamige album Goldene Hits, geproduceerd door Werner Leismann, Gerd Skolmar en Chris Mike. In oktober 2010 werd het duo onderscheiden met de Goldene Schallplatte voor hun levenswerk en hun 50-jarig podiumjubileum.
Met het dubbelalbum Die große Hit-Kollektion, die alle hits en 15 voor de eerste keer uitgebrachte nummers bevatte,  kwamen ze in de Duitse albumhitlijst binnen op de 18e plaats. Het duo publiceerde 119 geluidsdragers, waaronder 63 singles en 56 albums. Er werden meer dan 13 miljoen exemplaren van verkocht.

## Privéleven
Werner Leismann woonde in het Beierse Moosthenning met zijn echtgenote Brigitte, die overleed in 2008. Zeven jaar later in april 2015 overleed Werner op 78-jarige leeftijd aan de gevolgen van een infarct in zijn geboortestad. Renate Leismann woonde in Schmallenberg en was getrouwd met de US-radio- en toermanager Skolmar. Ze overleed in februari 2016 op 73-jarige leeftijd.

## Onderscheidingen
- 1962: Gouden Plaat voor Gaucho Mexicano
- 1975: Gouden/Platina plaat voor Ein Schlafsack und eine Gitarre
- 1986: Hermann-Löns-medaille
- 2010: Gouden Plaat voor 70.000 downloads in drie jaar tijd
- 2010: Gouden Plaat voor het 50-jarig podiumjubileum

## Discografie

### Singles
- 1962: Fern, so fern von hier
- 1962: Gaucho Mexicano
- 1963: Im kleinen Dorf am Rio Grande
- 1963: Tampico
- 1963: Goldene Sonne von Mexico
- 1964: Rot blüh'n die Rosen
- 1964: Ein Boy ist ein Boy
- 1965: Warten ist so schwer
- 1965: Das Leben ist wunderbar
- 1965: Mir gehts genauso wie dir
- 1965: Dreamboat
- 1969: Komm an meine grüne Seite
- 1970: Ferien auf dem Bauernhof
- 1971: Es dunkelt schon in der Heide
- 1971: Das Riesenrad des Lebens
- 1972: Wenn ein Stein ins Rollen kommt
- 1973: Ein Schlafsack und eine Gitarre
- 1973: Ein Häuschen auf zwei Rädern
- 1974: Du bist die Rose vom Wörthersee
- 1974: Guten Morgen liebe Sonne
- 1975: Jubel, Trubel, Heiterkeit
- 1975: Da macht jeder gerne mit
- 1976: Hey Pepito
- 2010: Das Rothaarsteig-Lied
- 2010: Ein Schlafsack und eine Gitarre

### Albums
- …aber der Wagen der rollt
- Am Lagerfeuer
- Auf, auf ihr Wandersleut
- Drei weiße Birken
- Ein Häuschen auf zwei Rädern
- Es wird ja alles wieder gut
- Komm mit nach Rio
- Mein Vater war ein Wandersmann
- Schöne Heimat – traute Lieder
- Von den blauen Bergen kommen wir
- Wir sind jung, die Welt ist offen
- Wo der Wildbach rauscht
- Wo der Wind weht
- Goldene Hits
- Die große Hit-Kollektion 2015

- Gemeinsame Normdatei: 10275826-8
- MusicBrainz: 63fef096-7c5a-49c4-8ed7-dc8db9ae8018
- Virtual International Authority File: 137988864